# Torneo Clausura 2009 (Guatemala)
El Torneo Clausura 2009 fue el 20.º torneo corto del fútbol guatemalteco, que finaliza la temporada 2008-09 de la Liga Nacional en Guatemala.
Jalapa ganó el campeonato tras vencer en las finales a Municipal, con lo cual consiguió su segundo título y así concluyó la temporada 2008/09.
Comunicaciones y Jalapa calificaron a la CONCACAF Liga Campeones 2009-2010, Comunicaciones como Guatemala 1 y Jalapa como Guatemala 2.

## Mecánica del torneo
El torneo de clausura cierra la temporada 2008-2009 del fútbol profesional en Guatemala. La liga Nacional está conformada por diez equipos. La primera fase del torneo enfrenta entre sí a todos los equipos participantes, y avanzan a la fase final (torneo final a eliminación directa) los seis mejores equipos, avanzan automáticamente a semifinales los dos primeros mientras los cuatro restantes juegan una eliminatoria entre el tercero y el sexto , y el cuarto y el quinto.

## Equipos participantes
| Club                                   | Ciudad              | Departamento   | Estadio                         | Capacidad |
| -------------------------------------- | ------------------- | -------------- | ------------------------------- | --------- |
| Club Social y Deportivo Comunicaciones | Ciudad de Guatemala | Guatemala      | Estadio Mateo Flores            | 30.000    |
| Club Social y Deportivo Municipal      | Ciudad de Guatemala | Guatemala      | Estadio Mateo Flores            | 30.000    |
| Heredia Jaguares                       | San José            | Petén          | Estadio Julián Tesucún          | 8.000     |
| Deportivo Jalapa                       | Jalapa              | Jalapa         | Estadio Las Flores              | 10.000    |
| Deportivo Marquense                    | San Marcos          | San Marcos     | Estadio Marquesa de la Ensenada | 10.000    |
| Deportivo Petapa                       | San Miguel Petapa   | Guatemala      | Estadio Julio Armando Cobar     | 10.000    |
| Club Social y Deportivo Suchitepéquez  | Mazatenango         | Suchitepéquez  | Estadio Carlos Salazar Hijo     | 10.000    |
| Xelajú Mario Camposeco                 | Quetzaltenango      | Quetzaltenango | Estadio Mario Camposeco         | 11.000    |
| Deportivo Xinabajul                    | Huehuetenango       | Huehuetenango  | Estadio Los Cuchumatanes        | 10.000    |
| Deportivo Zacapa                       | Zacapa              | Zacapa         | Estadio David Ordóñez Bardales  | 10.000    |
|                                        |                     |                |                                 |           |

### Equipos por Departamento
| Departamento   | N.º | Equipos                           |
| -------------- | --- | --------------------------------- |
| Guatemala      | 3   | Comunicaciones, Municipal, Petapa |
| Huehuetenango  | 1   | Xinabajul                         |
| Jalapa         | 1   | Jalapa                            |
| Petén          | 1   | Heredia Jaguares                  |
| Quetzaltenango | 1   | Xelajú                            |
| San Marcos     | 1   | Marquense                         |
| Suchitepéquez  | 1   | Suchitepéquez                     |
| Zacapa         | 1   | Zacapa                            |

## Fase de clasificación
|  | Pos. | Equipos          | PJ | PG | PE | PP | GF | GC | Dif. | PTS | Clasificación        |
|  | ---- | ---------------- | -- | -- | -- | -- | -- | -- | ---- | --- | -------------------- |
|  | 1º   | Municipal        | 18 | 9  | 5  | 4  | 26 | 13 | +13  | 32  | Semifinales          |
|  | 2º   | Heredia          | 18 | 9  | 2  | 7  | 26 | 24 | +2   | 29  | Semifinales          |
|  | 3º   | Deportivo Jalapa | 18 | 7  | 7  | 4  | 17 | 13 | +4   | 28  | Acceso a semifinales |
|  | 4º   | Suchitepéquez    | 18 | 7  | 6  | 5  | 25 | 23 | +2   | 27  | Acceso a semifinales |
|  | 5º   | Xelajú MC        | 18 | 6  | 9  | 3  | 18 | 16 | +2   | 27  | Acceso a semifinales |
|  | 6º   | Comunicaciones   | 18 | 6  | 5  | 7  | 25 | 22 | +3   | 23  | Acceso a semifinales |
|  | 7º   | Xinabajul        | 18 | 6  | 5  | 7  | 24 | 26 | -2   | 23  |                      |
|  | 8º   | Marquense        | 18 | 4  | 7  | 7  | 15 | 22 | -7   | 19  |                      |
|  | 9°   | Petapa           | 18 | 3  | 7  | 8  | 22 | 30 | -8   | 16  |                      |
|  | 10º  | Zacapa           | 18 | 3  | 7  | 8  | 14 | 23 | -9   | 16  |                      |
|  |      |                  |    |    |    |    |    |    |      |     |                      |

## Resultados
Las filas corresponden a los juegos de local mientras que las columnas corresponden a los juegos de visitante de cada uno de los equipos.
| Finalizó el: 24 de mayo de 2009 | COM | HER | JAL | MAR | MUN | PET | SUC | XEL | XIN | ZAC |
| Comunicaciones                  |     | 1-2 | 0-2 | 0-0 | 1-0 | 1-0 | 1-2 | 0-1 | 3-1 | 1-1 |
| Heredia                         | 0-0 |     | 3-1 | 4-1 | 0-3 | 3-2 | 2-0 | 1-1 | 2-0 | 1-0 |
| Jalapa                          | 2-1 | 1-0 |     | 0-0 | 2-0 | 2-1 | 0-0 | 0-0 | 1-0 | 2-0 |
| Marquense                       | 2-2 | 1-0 | 1-0 |     | 0-0 | 2-1 | 0-0 | 0-0 | 3-2 | 0-2 |
| Municipal                       | 2-3 | 2-0 | 1-1 | 1-0 |     | 3-2 | 4-0 | 2-1 | 0-0 | 2-1 |
| Petapa                          | 0-3 | 2-1 | 1-1 | 4-2 | 1-1 |     | 3-3 | 1-1 | 1-1 | 2-0 |
| Suchitepéquez                   | 1-1 | 2-4 | 2-0 | 2-1 | 0-0 | 3-0 |     | 1-0 | 4-3 | 4-0 |
| Xelajú                          | 3-2 | 3-2 | 1-1 | 1-0 | 1-0 | 0-0 | 0-0 |     | 1-1 | 2-1 |
| Xinabajul                       | 3-2 | 0-1 | 2-1 | 3-2 | 0-2 | 3-1 | 1-0 | 3-1 |     | 0-0 |
| Zacapa                          | 1-2 | 4-0 | 0-0 | 0-0 | 0-3 | 0-0 | 3-1 | 1-1 | 1-1 |     |

Los resultados en color azul corresponden a victoria del equipo local, rojo a victoria visitante y amarillo a empate.

## Líderes Individuales
Estos fueron los líderes de goleo y porteros menos vencidos

### Trofeo Botín de Oro
Posiciones finales.
| N.º | Jugador                | Goles | Penales | Asistencias | Equipo                                |
| --- | ---------------------- | ----- | ------- | ----------- | ------------------------------------- |
|     | Carlos González        | 10    | 0       | 2           | Club Social y Deportivo Municipal     |
| 2   | Walter Estrada         | 8     | 0       | 0           | Deportivo Xinabajul                   |
| 2   | Carlos Asprilla        | 8     | 3       | 3           | Deportivo Petapa                      |
| 4   | Carlos Rafael Castillo | 7     | 1       | 0           | Club Social y Deportivo Suchitepéquez |
| 4   | Carlos Leguizamón      | 7     | 0       | 0           | Club Social y Deportivo Suchitepéquez |
| 6   | Evandro Ferreira       | 6     | 0       | 0           | Heredia Jaguares                      |
| 6   | Mario Castellanos      | 6     | 0       | 4           | Heredia Jaguares                      |

### Trofeo Josue Danny Ortiz
Posiciones finales.
| N.º | Jugador               | Partidos | Goles | Promedio | Equipo                            |
| --- | --------------------- | -------- | ----- | -------- | --------------------------------- |
|     | Jaime Penedo          | 17       | 12    | 0.71     | Club Social y Deportivo Municipal |
| 2   | Juan José Paredes     | 14.2     | 11    | 0.78     | Deportivo Jalapa                  |
| 3   | Luis Pedro Molina     | 17       | 14    | 0.82     | Deportivo Marquense               |
| 4   | Jorge Eduardo Estrada | 16.5     | 18    | 1.09     | Deportivo Zacapa                  |
| 5   | Oscar J. Martínez     | 16       | 19    | 1.19     | Deportivo Xinabajul               |

## Fase Final
|  | Cuartos de final 27/28 de mayo – 30/31 de mayo | Cuartos de final 27/28 de mayo – 30/31 de mayo | Cuartos de final 27/28 de mayo – 30/31 de mayo | Cuartos de final 27/28 de mayo – 30/31 de mayo | Cuartos de final 27/28 de mayo – 30/31 de mayo |  |  | Semifinales 4 de junio – 7 de junio | Semifinales 4 de junio – 7 de junio | Semifinales 4 de junio – 7 de junio | Semifinales 4 de junio – 7 de junio | Semifinales 4 de junio – 7 de junio |  |  | Final 11 de junio – 14 de junio | Final 11 de junio – 14 de junio | Final 11 de junio – 14 de junio | Final 11 de junio – 14 de junio | Final 11 de junio – 14 de junio |
|  |                                                |                                                |                                                |                                                |                                                |  |  |                                     |                                     |                                     |                                     |                                     |  |  |                                 |                                 |                                 |                                 |                                 |
|  |                                                |                                                |                                                |                                                |                                                |  |  | 1                                   | Municipal (t.e.)                    | 0                                   | 3                                   | 3                                   |  |  |                                 |                                 |                                 |                                 |                                 |
|  | 4                                              | Suchitepéquez                                  | 1                                              | 4                                              | 5                                              |  |  | 4                                   | Suchitepéquez                       | 2                                   | 0                                   | 2                                   |  |  |                                 |                                 |                                 |                                 |                                 |
|  | 5                                              | Xelajú                                         | 3                                              | 0                                              | 3                                              |  |  |                                     |                                     |                                     |                                     |                                     |  |  | 1                               | Municipal                       | 1                               | 0                               | 1                               |
|  |                                                |                                                |                                                |                                                |                                                |  |  |                                     |                                     |                                     |                                     |                                     |  |  | 3                               | Jalapa                          | 3                               | 1                               | 4                               |
|  |                                                |                                                |                                                |                                                |                                                |  |  | 2                                   | Heredia Jaguares                    | 0                                   | 2                                   | 2                                   |  |  |                                 |                                 |                                 |                                 |                                 |
|  | 3                                              | Jalapa                                         | 1                                              | 3                                              | 4                                              |  |  | 3                                   | Jalapa                              | 1                                   | 2                                   | 3                                   |  |  |                                 |                                 |                                 |                                 |                                 |
|  | 6                                              | Comunicaciones                                 | 0                                              | 0                                              | 0                                              |  |  |                                     |                                     |                                     |                                     |                                     |  |  |                                 |                                 |                                 |                                 |                                 |

| Campeón Clausura 2009      |
| Deportivo Jalapa 2º Título |
| -------------------------- |

## Tabla acumulada
|  | Pos. | Equipos          | PJ | PG | PE | PP | GF | GC | Dif. | PTS | Clasificación                                       |
|  | ---- | ---------------- | -- | -- | -- | -- | -- | -- | ---- | --- | --------------------------------------------------- |
|  | 1º   | Municipal        | 36 | 16 | 13 | 7  | 55 | 31 | +24  | 61  |                                                     |
|  | 2º   | Xelajú MC        | 36 | 13 | 16 | 7  | 41 | 36 | +5   | 55  |                                                     |
|  | 3º   | Comunicaciones   | 36 | 13 | 13 | 10 | 52 | 45 | +7   | 52  | Liga de Campeones Concacaf 2009-10 - Fase de grupos |
|  | 4º   | Heredia Jaguares | 36 | 15 | 5  | 16 | 49 | 48 | +1   | 50  |                                                     |
|  | 5º   | Suchitepéquez    | 36 | 11 | 14 | 11 | 56 | 52 | +4   | 47  |                                                     |
|  | 6º   | Deportivo Jalapa | 36 | 11 | 13 | 12 | 34 | 37 | -3   | 46  | Liga de Campeones Concacaf 2009-10 - Primera fase   |
|  | 7º   | Xinabajul        | 36 | 11 | 13 | 12 | 44 | 53 | -9   | 46  |                                                     |
|  | 8º   | Zacapa           | 36 | 11 | 11 | 14 | 35 | 40 | -5   | 44  |                                                     |
|  | 9°   | Marquense        | 36 | 11 | 10 | 15 | 37 | 49 | -12  | 43  |                                                     |
|  | 10º  | Petapa           | 36 | 9  | 10 | 17 | 38 | 50 | -12  | 37  | Descendido                                          |
|  |      |                  |    |    |    |    |    |    |      |     |                                                     |